# Lilalu im Schepperland
Lilalu im Schepperland ist eine dreizehnteilige Fernsehserie der Augsburger Puppenkiste. Erfolgreich gesendet wurde sie erstmals im Jahr 2000. 2001 folgte die zweite Staffel unter dem Beititel Hokuspokus um Lilalu. Der Beititel wird aber im Vorspann nicht genannt.

## Staffel 1

### Episoden
1. Dumm Gelaufen
2. Weg wie nix
3. Gut gezaubert
4. Fix Gereimt
5. Aber witzig
6. Ausgetrixt

### Handlung
Die Blech-Hexe Synkopia, diktatorische Herrin über Kakofonien (auch Schepperland genannt), braut eine Zauberessenz um die Macht über das Land Melodanien, das Land der schönen Töne zu bekommen. Diese Essenz besteht aus allen Tönen. Da sie aber den letzten Ton (ein reines hohes C) nicht zustande bekommt, entführt sie die Prinzessin Lilalu, die eine magische Stimme besitzt. Durch einen Trick hilft ihr der Küchenwichtel des Melodanischen Hofes, Pimpernell, mit seiner Freundin, der Hofkrähe Lukulla. Beide werden damit beauftragt, Lilalu zu befreien. Auf ihrem Weg kommen sie durch zahlreiche verrückte Länder, wie dem Kicherland, dessen Bewohner sich nur gegenseitig Streiche spielen, oder dem Land der Klugen, wo alle Leute eine hohe Stirn haben und nur in Reimen sprechen. Verfolgt werden die beiden auf ihrer Reise vom bösartigen Roten Kobold, den Pimpernell mit einer Paste vom Zauberlehrling Tüftle geschrumpft hat und der das Gegenmittel an sich bringen will. Währenddessen unterrichtet Lilalu ohne Erfolg Synkopia im Singen. Sie freundet sich auch mit dem in einen Drachen verzauberten Paradiesvogel Cedur an. Zusammen mit der Hilfe von Lilalu schafft es Pimpernell, die Macht der Zauberessenz zu gewinnen und besiegt Synkopia, indem er sie in eine Statue aus Blech verhext. Glücklich kehren sie mit Cedur und Silencio nach Melodanien zurück.

## Staffel 2

### Episoden
1. Schlaraffia
2. Im Tal der Nebelfrauen
3. Die Burg der Zauberer
4. Angriff der Killerschnecken
5. Prinz Uloxander
6. Der letzte Tropfen
7. Hokus gut, Pokus gut

### Handlung
Ruhe und Frieden sind nach der Errettung Lilalus aus Kakofonien in Melodanien eingekehrt. Doch Ulox und dem Roten Kobold gelingt es, die Hexe Synkopia wieder zu entzaubern. Von neuem gelingt es ihr, Cedur zu entführen. Pimpernell und Lukulla machen sich erneut auf nach Kakofonien. Pimpernell hatte vor, Lilalu zu heiraten; er hatte sich auch mit Hilfe der Zauberessenz ein eigenes Königreich gezaubert. Der Hohe Rat der Zauberergilde ist sehr erzürnt darüber, dass ein Küchenwichtel die Macht über die Essenz besitzt. Derweil bricht in Melodanien Chaos aus, denn der Hofnotenmeister hatte die Zauberessenz zum Schutz vor Synkopia hinter einem Busch versteckt, wo sie vom Kellermeister für eine Flasche seines Jahrgangsmosts (den niemand außer ihm selbst mag) gehalten wird, während Pimpernell beschließt, die Zauberer mit einer Flasche Most zu täuschen, sodass es nun zwei Flaschen gibt. Während Synkopia zusammen mit einer Gruppe Hexen, die sie sich untertan gemacht hat, nachdem diese während ihrer Abwesenheit in Kakofonien eingedrungen sind und gefeiert haben, nach einem Kampf mit den Zauberern die falsche Essenz erbeuten, gelangt der Rote Kobold an die echte. Nachdem der Kobold mit seinen erfolglosen Versuchen, sich wieder groß zu zaubern, den Großteil der Essenz aufgebraucht hat, nutzt Pimpernell schließlich den winzigen Rest, um alle Hexen und Zauberer, während diese darüber streiten, wer von ihnen nun das Land angreifen darf, zu verzaubern, sodass sie nie mehr Böses zaubern können. Auch erlangt der Rote Kobold plötzlich seine Originalgröße zurück, da die Wirkung der Paste nur vorübergehend war. Er und Ulox eröffnen ein Geschäft für Zauberer. Am Ende heiraten Pimpernell und Lilalu.

## Wissenswertes
- Axel Schulz führte Regie.
- Die Geschichte ist frei nach Enid Blytons Book of Brownies erzählt.
- In dieser Produktion wird zum ersten Mal in der Augsburger Puppenkiste viel Jugendsprache verwendet, am auffälligsten bei der Figur Lilalu.
- Als prominente Gastsprecher sprachen Marianne Sägebrecht (Lukulla) und Jörg Stuttmann (Ulox, Prinz Uloxander, Tippex).
- Es existiert eine Spielfilmversion von Staffel 1. Dafür wurden einige Stellen gekürzt.
- Zur Erstausstrahlung wurden mehrere Sonderfolgen, eine Dokumentation der Herstellung (Making Of) sowie ein eigens produzierter Musikclip zum Techno-Remix vom Titellied gezeigt.
- Als Lilalu singt Gabriele Steck.